# 準有限射
数学の1分野である代数幾何学において、スキームの射 f : X → Y が準有限（じゅんゆうげん、英: quasi-finite）であるとは、有限型かつ以下の同値な条件をいずれか１つ、したがって全てを満たすことを言う。
- X の全ての点 x はファイバー f−1(f(x)) の中で孤立している。言い換えれば、全てのファイバーは離散集合（したがって有限集合）である。

- X の全ての点 x に対して、スキーム f−1(f(x)) = X ×YSpec κ(f(x)) は有限 κ(f(x)) スキームである。ここで、κ(p) は点 p での剰余体である。

- X の全ての点 x に対して、{\displaystyle {\mathcal {O}}_{X,x}\otimes \kappa (f(x))} は {\displaystyle \kappa (f(x))} 上有限生成である。

準有限射はアレクサンドル・グロタンディークにより SGA 1 の中で初めて定義されたが、そのときは有限型という仮定はついていなかった。この仮定は、のちに EGA II 6.2 で定義されたときに、準有限性を茎を使って代数的に特徴づけるために追加された。
スキームの射 f : X → Y と X の点 x に対して、f が x で準有限とは、x の開アフィン近傍 U と f(x)  の開アフィン近傍 V が存在して、f(U) が V に含まれ、制限 f : U → V が準有限であることを言う。f が局所的に準有限（locally quasi-finite）とは、X の全ての点で準有限であることを言う。準コンパクトかつ局所的に準有限な射は準有限射である。

## 性質
f を射とすると、以下が成り立つ。
- f が準有限なら、被約スキームの間に誘導された射 fred も準有限である。

- f が閉埋入（英語版）なら f は準有限である。

- X がネーターで f がはめ込み（immersion）なら f は準有限である。

- 射 g : Y → Z に対し、g ∘ f が準有限で、さらに以下のいずれかが満たされるなら、f は準有限である。
  1. g は分離射
  2. X はネーター
  3. X ×Z Y は局所ネーター

準有限性は基底変換で保たれる。準有限射の合成やファイバー積は準有限である。f が点 x で不分岐なら、f は x で準有限である。逆に、f が x で準有限で、ファイバー f−1(f(x)) での x の局所環 {\displaystyle {\mathcal {O}}_{f^{-1}(f(x)),x}} が体でしかも κ(f(x)) の有限次分離拡大になっているなら、f は x で不分岐である。
有限射は準有限である。局所的に有限表示な準有限固有射は有限である。実は、射が有限であるのは固有かつ準有限のとき、かつそのときに限る（ドリーニュ）。
一般化されたザリスキの主定理（Zariski's main theorem）とは次の主張である。Y を準コンパクトかつ準分離的、f を準有限かつ分離的かつ有限表示とする。このとき、f は {\displaystyle X\hookrightarrow X'\to Y} と分解する。ここで、最初の射は開埋入で、次の射は有限射である。つまり、X は Y 上有限なスキームの開集合である。